# Zoologische Station Neapel

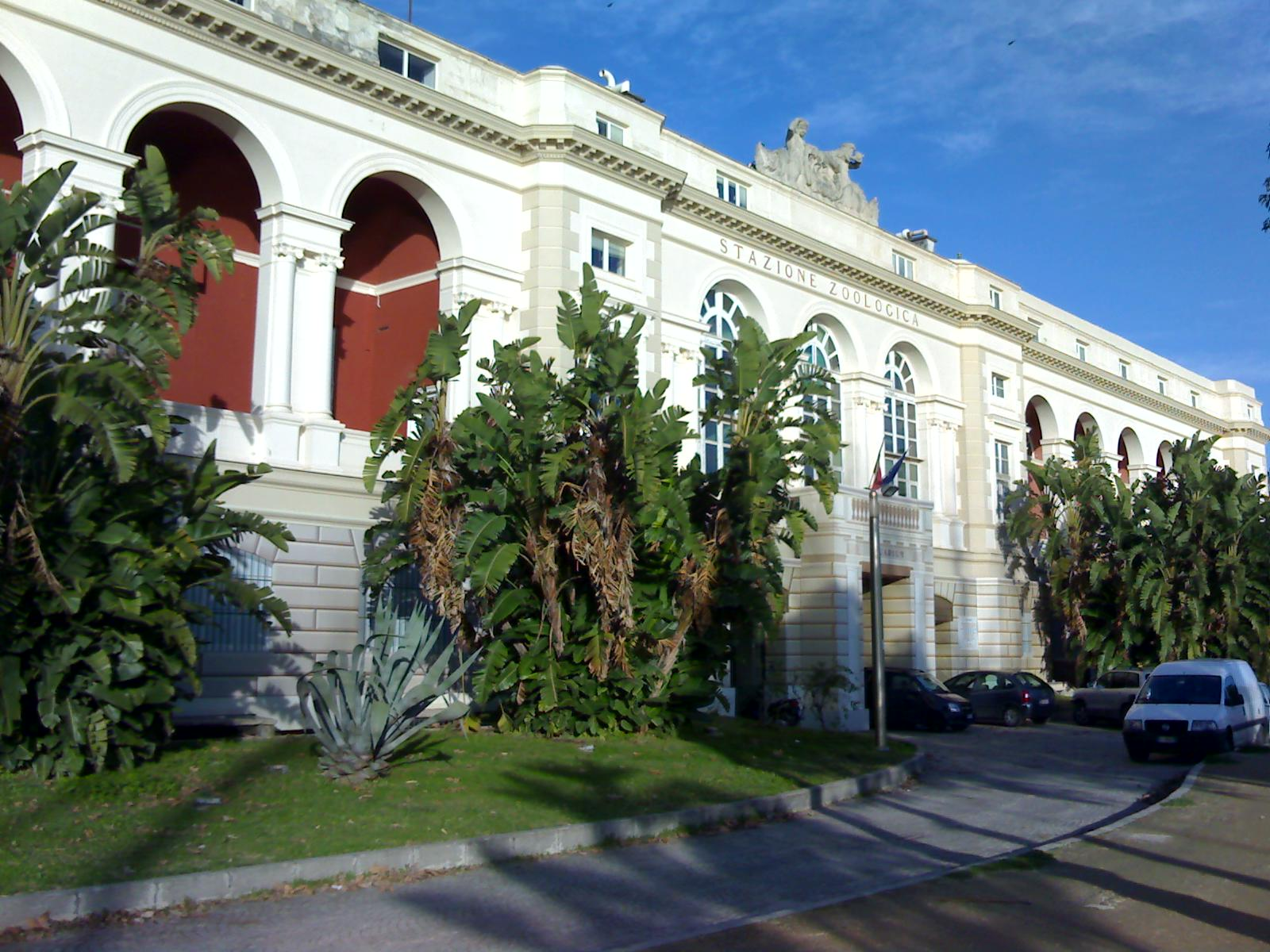
Das Gebäude der Zoologischen Station Neapel

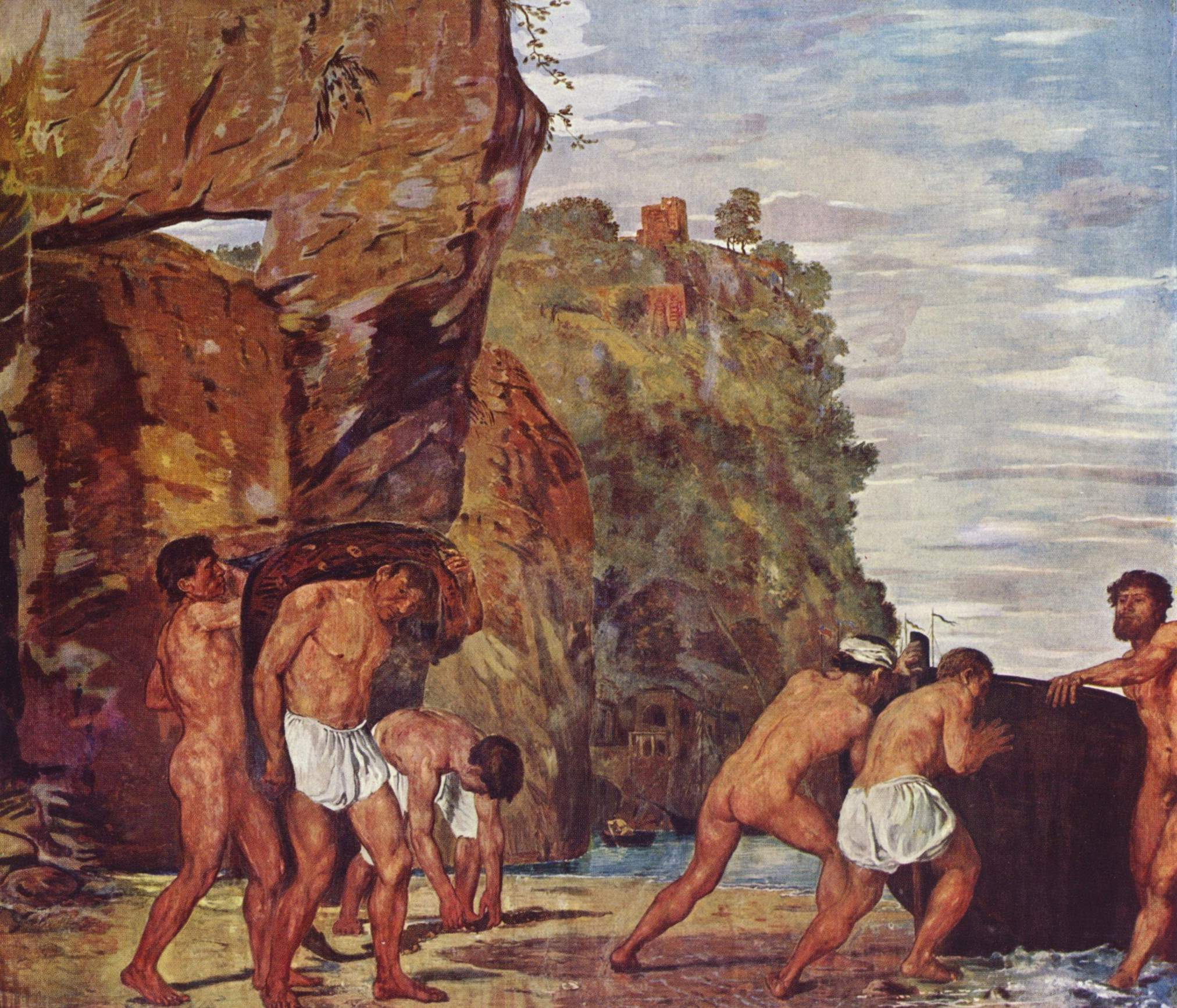
Ausschnitt des Freskos Ausfahrt der Fischer in der Bibliothek der Zoologischen Station, Hans von Marées, 1873

Die Zoologische Station Neapel, italienisch Stazione Zoologica Anton Dohrn, ist ein biologisches Forschungsinstitut mit Sitz in der italienischen Stadt Neapel und zählt zu den ältesten durchgehend bestehenden biowissenschaftlichen Forschungseinrichtungen der Welt. Sie wurde im März 1872 durch den deutschen Zoologen Anton Dohrn gegründet, der von der Stadt Neapel unentgeltlich ein entsprechendes Stück Land erhielt und die Errichtung der Station aus seinen privaten Mitteln sowie durch Anleihen in seinem Bekanntenkreis finanzierte. Dohrn öffnete die Station für Wissenschaftler im September 1873 und für die Öffentlichkeit im Januar 1874.
Die Forschungsaktivitäten an der Zoologischen Station Neapel sind grundlagenorientiert und interdisziplinär ausgerichtet und betreffen schwerpunktmäßig vor allem Fragestellungen aus den Bereichen Meeresbiologie, Tierphysiologie und Evolutionsbiologie, Zell- und Entwicklungsbiologie sowie Ökologie. Ausschlaggebend sind dabei die Interessen und Projekte der an der Station tätigen Gastwissenschaftler. Kennzeichnend für die Arbeit ist darüber hinaus die seit der Gründung bestehende internationale Ausrichtung der Station, die wiederholt Vorbild für die Entstehung vergleichbarer Einrichtungen in anderen Ländern war. Von der Station wurde von 1879 bis 1915 die Zeitschrift „Mittheilungen aus der Zoologischen Station zu Neapel“ herausgegeben, die von 1916 bis 1978 unter dem Titel „Pubblicazioni della Stazione Zoologica di Napoli“ erschien und seit 1980 den Titel „Marine Ecology“ trägt. Darüber hinaus veröffentlicht die Einrichtung die Zeitschrift „History and Philosophy of the Life Sciences“.
Zu den an der Station tätigen Wissenschaftlern zählten im Laufe ihrer Geschichte unter anderem Wulf Emmo Ankel, Richard Greeff, Fridtjof Nansen, Robert Koch, Theodor Boveri, Jacob van Rees, Nettie Stevens und Otto Warburg. Auch der Schriftsteller und Entomologe Ernst Jünger studierte von Februar bis April 1925 dort bei Georg Grimpe. Gegenwärtig sind an der Station, die als nationales Forschungsinstitut vom italienischen Wissenschafts- und Forschungsministerium finanziert wird, rund 300 Mitarbeiter beschäftigt.
Kunstgeschichtlich von großer Bedeutung sind die von Konrad Fiedler finanzierten Fresken in der Bibliothek der Zoologischen Station Neapel. Sie stammen von Hans von Marées, der bei der Ausführung von Adolf von Hildebrand unterstützt wurde.